# غسان عباس
غسان عباس (بالعبرية: גסאן עבאס‏) هو ممثل مسرحي وفيلم وتلفزيوني فلسطيني.

## سيرة
ولد غسان عام 1957 في مدينة أم الفحم. تعلم موضوع التمثيل في جامعة تل أبيب. شارك في العديد من المسرحيات، بما في ذلك مسرح حيفا ومسرح حبيمة ومسرح الكامري المسرح الشعبي ومسرح بيت ليسين ومركز المسرح في نفيه تسيديك، بالإضافة إلى كتابة واخراج مسرحيات «مواقف» و «أفراح». في عام 1988، لعب في مهرجان أكو في مسرحية منفردة «الله، أنقذني من وطني» كتبها دانييل هورويتز عن الشاعر العراقي المنفي معفر النوار.
في عام 1981، رفض مجلس مراقبة الافلام مسرحية «مشهد»، التي شارك في تأليفها مع عواودة راتب، التي تناولت قضية مصادرة الأراضي في القطاع العربي. شارك غسان في المسلسل التلفزيوني «المطعم الكبير» " The Great Restaurant " (في دور النادل عبدو)، في مسلسل «صور من يافا» وفي العديد من الأفلام. يشغل منذ عام 2001 منصب المدير التنفيذي لمسرح ديوان اللجون في وادي عارة.
في عام 1991 شارك في فيلم «Final Cup» إلى جانب موشيه إيفجي ومحمد بكري. في عام 2010 شارك في الفيلم الهزلي " Half a Bronze Tone " الذي تم بثه على HOT VOD إلى جانب Shlomo Bar Abba و Michael Hanegbi و Shmil Ben Ari .
منذ عام 2007 ، يظهر غسان في بعض عروض مسرح حبيمة. في عام 2012 ، قام بدور الطبيب عز الدين أبو العيش في عرض، «لن أكره»، الذي كتب وفقًا لكتاب الدكتور أبو العيش عن حياته، والمأساة التي حدثت عندما قُتلت ثلاث من بناته خلال عملية الرصاص المصبوب أطلقت قذائف دبابات الجيش الإسرائيلي النار على منزله في جباليا.  
في 2014 رفض غسان الرضوخ لرئيس بلدية عسقلان، ايتمار شيموني، بعد مسرحية «الجندي الطيب Schweik» وهذا بعد أن أمر شيموني بوقف عمل العرب الفلسطينين من مدينته  .
في عام 2018 شارك في الموسم الرابع من سلسلة الثمانينات التي لعب فيها الدكتور إدوارد منصور، وهو طبيب أسنان عربي من حليصة. في نفس العام بدأ اللعب في مسرح بيت ليسين في مسرحية «أوسلو».

## الروابط الخارجية
- غسان عباس على موقع IMDb (الإنجليزية)
- غسان عباس على موقع ألو سيني (الفرنسية)
- غسان عباس على موقع قاعدة بيانات الفيلم (الإنجليزية)

1. ↑  "معلومات عن غسان عباس على موقع filmportal.de". filmportal.de. مؤرشف من الأصل في 2020-04-14.
2. ↑  "kavi.elonet_henkilo_1239033" "معلومات عن غسان عباس على موقع elonet.fi". elonet.fi. مؤرشف من الأصل في 2020-04-14.
3. ↑  "معلومات عن غسان عباس على موقع lesarchivesduspectacle.net". lesarchivesduspectacle.net. مؤرشف من الأصل في 2020-04-14.
4. ↑  טל פרי, חושך לגרש: סיפורו המצמרר של ד"ר אבו אלעייש מובא בהצגה "לא תשנא", באתר גלובס, 16 באוקטובר 2012
5. ↑  סמדר פלד, קרבות בימה: סיפורו של ד"ר אבו אל-עייש עולה כמחזה, כתבה מ"אולפן שישי", באתר Mako,قالب:כ 19 באוקטובר 2012
6. ↑  قالب:הארץ